# Valentino Bucchi
Valentino Bucchi (ur. 29 listopada 1916 we Florencji, zm. 9 maja 1976 w Rzymie) – włoski kompozytor.

## Życiorys
Studiował w konserwatorium we Florencji u Luigiego Dallapiccoli i Vito Frazziego oraz na tamtejszym uniwersytecie u Fausto Torrefrancy. Wykładał w konserwatoriach we Florencji (1945–1952 i 1954–1957), Wenecji (1952–1954) i Perugii (1957–1958). Od 1958 do 1960 roku dyrektor muzyczny Accademia Filarmonica Romana. W latach 1974–1976 był dyrektorem konserwatorium we Florencji.
Działał także jako krytyk muzyczny i eseista. Jest autorem studium L’Orfeo di Claudio Monteverdi (Florencja 1949).

## Ważniejsze kompozycje
(na podstawie materiałów źródłowych)

### Utwory instrumentalne
- Ballata del silenzio na orkiestrę (1948)
- Concerto in rondo na fortepian i orkiestrę (1956)
- Concerto lirico na skrzypce i orkiestrę (1958)
- Fantasia na instrumenty smyczkowe (1963)
- Concerto grottesco na kontrabas i orkiestrę (1966)
- Kwartet smyczkowy (1956)
- koncert na klarnet solo (1969)
- Ison na wiolonczelę (1971)

### Utwory wokalno-instrumentalne
- Tre poesie di G. Noventa na głos i fortepian (1940)
- 5 madrygałów La dolce pena na głos i 9 instrumentów do słów Agnolo Poliziano (1946)
- kantata Pianto della creatura (1948)
- Cori della pietà morta na chór mieszany i orkiestrę do słów Franco Fortiniego (1950)
- Silence na chór kameralny (1971)
- Colloquio corale na recytatora, solistów, chór i orkiestrę (1971)

### Opery
- Il giuoco del barone, libretto Alessandro Parronchi (Florencja 1944, nowa wersja 1955)
- favola pastorale Le jeu de Robin et Marion według Adama de la Halle (wyk. radio włoskie 1953)
- Il contrabasso, libretto Mario Mattolini i Mauro Pezzati według Antona Czechowa (wyst. Florencja 1954)
- Una notte in paradiso (wyst. Florencja 1960)
- Il coccodrillo, libretto Valentino Bucchi i Mauro Pezzati według Fiodora Dostojewskiego (wyst. Florencja 1970)

### Balety
- Racconto Siciliano (wyst. Rzym 1956)
- Mirandolina (wyst. Rzym 1957)